# Club de Deportes Iquique
El Club de Deportes Iquique es un club de fútbol de Chile, de la ciudad de Iquique, Región de Tarapacá. Fue fundado el 21 de mayo de 1978 y compite en la Liga de Primera de Chile.
El club nació el 21 de mayo de 1978, como consecuencia de la postulación del club Estrella de Chile, tras ser la selección de Iquique campeón amateur de Chile. La base de este equipo campeón, se usó para participar en el campeonato de fútbol de Segunda División de Chile de 1979, el cual ganó a 2 fechas de terminar, en calidad de invicto como local. Los fundadores de la institución, fueron, Néstor Jofré Núñez, Héctor Rojas Carbrera y Ramón Pérez Opazo.
El equipo ha ganado a la fecha 3 títulos de Primera B, 3 de Copa Chile y uno de Tercera División.
Ejerce de local en el Estadio Tierra de Campeones, desde el 5 de diciembre de 1993. Anteriormente se usaba el Estadio Municipal de Cavancha, el cual fue destituido a principios de los 90', en un partido contra Provincial Osorno, siendo derrotado por 0-1.
Luego de una exitosa campaña en 2012, Deportes Iquique jugó por primera vez en su historia la Copa Libertadores en la edición de 2013, clasificando automáticamente como Chile 3 (por haber tenido el 2.º mejor puntaje en la tabla anual), jugando la fase previa contra el equipo que ocupó el lugar México 3: el León (que también debutaba históricamente en la Copa), producto del sorteo realizado el 21 de diciembre de 2012. Los partidos de la llave, tuvieron fecha el día 22 y 29 de enero de 2013, con León de local en la ida, y luego de un global de 2-2, clasificó por la tanda de penales. En la fase de grupos, integró el grupo 4 junto a Peñarol de Uruguay, Vélez Sarsfield de Argentina y Emelec de Ecuador. A pesar de derrotar a Emelec 2-0, terminó en el cuarto puesto del grupo y quedó eliminado de la copa.

## Historia
Un año antes del centenario del Combate naval de Iquique, el día 21 de mayo de 1978, por la postulación hecha por el club amateur Estrella de Chile más la gestión de Néstor Jofré Núñez, Hernán Cortés Heredia, Ramón Pérez Opazo y Héctor Rojas, fue establecido oficialmente el Club de Deportes Iquique. Sin embargo en 1979, tras solo estar en su temporada de debut en la Segunda División, logró ascender en diciembre de ese año tras un partido ganado 3–2 ante Unión San Felipe, donde destacó el activo aporte y las notables actuaciones de Jaime Carreño y Víctor Hugo Sarabia en aquella ocasión.
En 1980, luego de una dubitativa temporada en el torneo de Primera División, Iquique logró llegar a la final de la Copa Polla Gol (actual Copa Chile) contra el poderoso Colo-Colo de Carlos Caszely, que venía jugando en el plano internacional. Sin embargo, el 13 de abril de ese año, en el Estadio Nacional (escenario de la final) que estuvo colmado de gente (cinco mil Iquiqueños parte de ellos), quienes fueron testigos del inédito triunfo 2–1 de los Dragones Celestes que obtuvieron su primer título profesional. Cabe destacar que Fidel Dávila fue goleador de aquella copa con nueve anotaciones.
El resto de la década de 1980 fue de dulce y agraz, pero sin embargo destacó la temporada del peruano Juan José Oré en 1988 cuando fue máximo anotador del Torneo de Primera División con 18 goles, que le permitió a Deportes Iquique tener por primera vez un goleador en la división de honor. Luego de haber participado en una Liguilla Pre-Libertadores (también en 1988), y realizar posteriores magras campañas, finalmente en 1991, los Dragones Celestes perdieron la categoría, descendiendo a la Segunda División (ahora renombrada Primera B), luego de estar once años en la división de honor. Sin embargo, tras un interrumpido paso de los del Cerro Dragón en Segunda (luego de ascender a la Primera División 1993 y descender esa misma temporada, donde un año después, el equipo se reforzó con el paraguayo Julio César Franco, que participó con su selección en la Copa América Brasil 1989), en 1997, tras ganar el Torneo de Clausura manera polémica (debido a la delicada situación económica del club), el equipo logró subir, donde permaneció hasta 1999.
Dicha temporada, los problemas económicos atacaron al equipo desde marzo, con sueldos impagos, los cuales tuvieron fin el 12 de diciembre, luego de terminada la participación del equipo en la temporada regular de la Primera División, tras dos días sin presentarse y luego del despido de Miguel Ángel Arrué, se finiquitó a todo el plantel profesional, enfrentando la Liguilla de Promoción ante Everton con cadetes, los cuales a la postre perdieron la categoría.

### Municipal Iquique
En 2000, luego de bajar a Segunda (donde el club se reforzó con jugadores como el colombiano William Matamba y el serbio Milenko Popovic), dos años más tarde Los Dragones perdieron el profesionalismo tras descender a Tercera División, donde también pudieron haber perdido su existencia debido a millonarias deudas con la ANFP que amenazaban con la desaparición del club. Sin embargo, en 2003, la dirigencia celeste cambió el nombre del equipo a Municipal Iquique para poder competir en el torneo de Tercera División, por lo que también el club se transformó en Sociedad anónima deportiva. Todo lo anterior, sin duda pudo haber significado que Deportes Iquique fuera declarado oficialmente extinto, mientras que el surgimiento del equipo municipal fuera el sucesor del mismo.

### El retorno de Deportes Iquique
Luego de cuatro años en el amateurismo, el equipo fue campeón de la Tercera División de Chile 2006 después de derrotar 5–0 en la liguilla al Club Hossana el 6 de enero de 2007, y posteriormente superar en el cuadrangular final a Iberia e Instituto Nacional, lo que significó la vuelta de la ciudad de Iquique al fútbol profesional después de cuatro años, ahora bajo el alero de "Municipal".
Luego del ascenso del equipo, la directiva iquiqueña llegó a un acuerdo con dirigentes de la ANFP y Carlos Soto (el presidente del SIFUP) por la antigua deuda de Deportes Iquique que asumiría la entidad municipal y con eso fusionándose para mantener al club histórico. En términos futbolísticos, la Temporada 2007 fue discreta, terminando en el séptimo lugar del campeonato. Sin embargo, en 2008, el equipo logró el tan ansiado ascenso a la división de honor con el aporte en dirección técnica tanto de Horacio Rivas como José Sulantay, este primero quien levantó al equipo tras una regular campaña, logrando el ascenso tras vencer de local a Coquimbo Unido en la tanda de penales en el Tierra de Campeones.
El primer semestre de 2009 para Los Dragones Celestes fue perfecto, donde se renovó contrato con gran parte del plantel que logró ascender y fueron potenciales figuras jugadores como el volante Edson Puch y el delantero Cristian Bogado, quienes lideraron con sus buenas actuaciones a un plantel que terminó sexto en la fase regular tras un mal comienzo y luego quedó eliminado por Everton de Viña del Mar en los cuartos de final del Torneo Apertura 2009. Luego de sufrir las sensibles partidas de Puch y Bogado (quienes partieron a Colo-Colo y Universidad de Chile), el plantel se desponteció considerablemente, prueba de ello fue que solo ganaron un encuentro del Torneo Clausura en la penúltima fecha del certamen ante Cobreloa, siendo solo empates y derrotas las restantes, lo que decretó el descenso del club tras terminar solo con 35 puntos en el último lugar de la Tabla General. Aquella temporada, el equipo tuvo como consuelo llegar a la final de la Copa Chile, la cual se perdió estrepitosamente contra Unión San Felipe por un marcador de 3–0 en el Estadio Regional Chiledeportes.

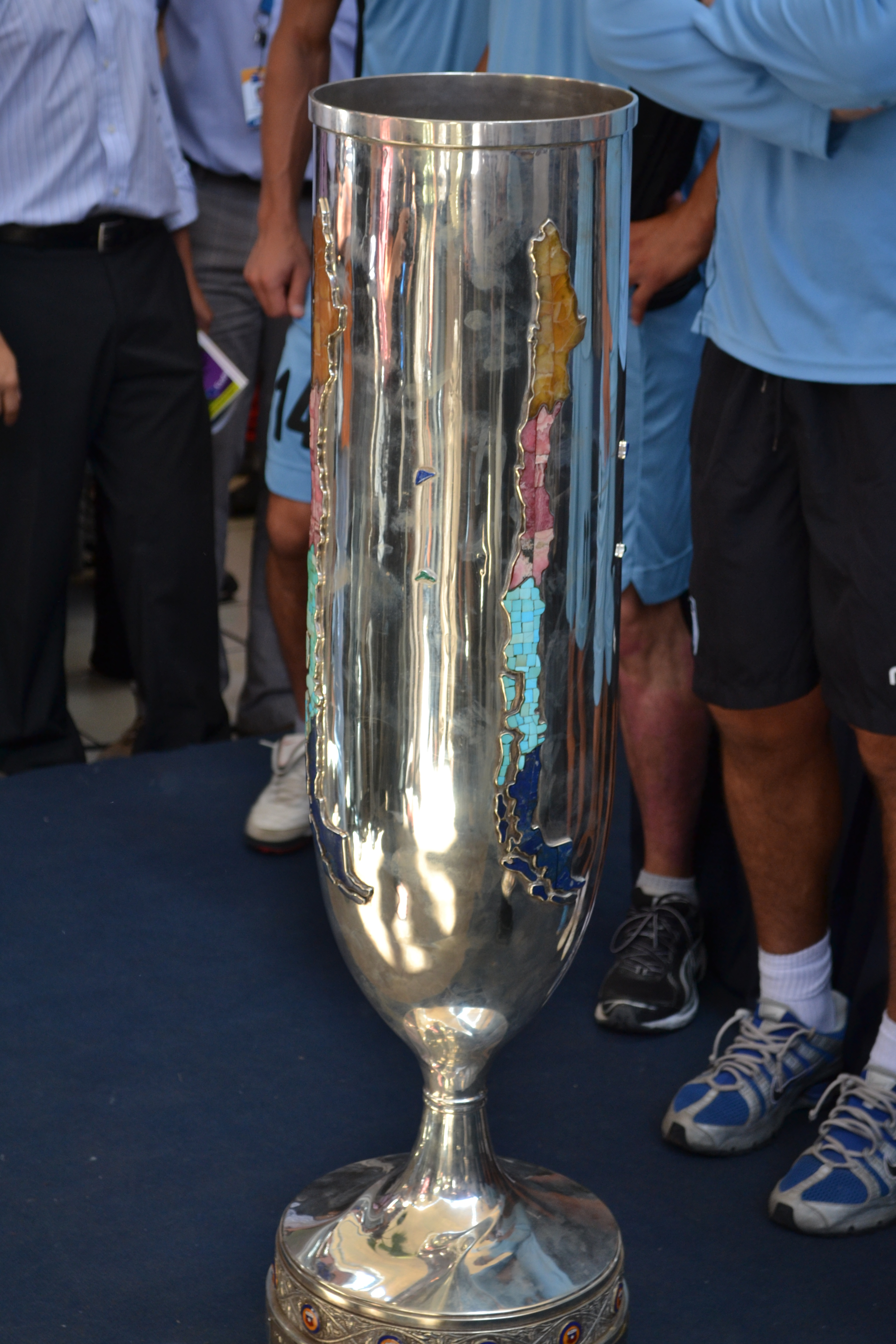
Trofeo de la Copa Chile 2010 obtenido por el equipo iquiqueño

El equipo por derecho propio (debido a que fue subcampeón de la Copa Chile pasada) a un partido definitorio para acceder a la Copa Sudamericana 2010. Dicho encuentro se jugaría contra el subcampeón del Torneo Apertura, pero debido al terremoto ocurrido ese año, el partido finalmente se jugaría ante el segundo mejor puntaje de la primera rueda del campeonato. Sin embargo, aquel rival fue Universidad de Chile, con el que perdió 6–1 en el marcador global, perdiendo en Iquique por 2–0 en el juego de ida, mientras que en la vuelta perdió 4–1 en Coquimbo, de esta forma el equipo dejó escapar la posibilidad de ir a un torneo internacional por primera vez en su historia.
Paralelamente, en el Campeonato de Primera B, luego de haber terminado tercero en la zona norte se clasificó a fase final donde superó a rivales como Unión Temuco y Puerto Montt en calidad de local. Sin embargo, Los Dragones el 21 de noviembre en el Tierra de Campeones se midieron ante Curicó Unido, donde los iquiqueños vencieron 2–0 ante más de 10 000 espectadores con anotaciones de Álvaro Ramos y el medio Néstor Contreras, que le permitió al equipo volver nuevamente a Primera División.
Un día antes de la final de la Copa Chile, el 7 de diciembre, el Consejo de Presidentes de la ANFP en forma unánime, resolvió aprobar el cambio de nombre del equipo, por lo que vuelve a llamarse Club de Deportes Iquique, nombre con el cual la institución originalmente nació en 1978. Sin embargo, el día siguiente, los iquiqueños se medían ante Deportes Concepción por la final de la copa en el Estadio Francisco Sánchez Rumoroso, la cual ganaron en los penales tras empatar en tiempo reglamentario, de esta manera el equipo reeditó el título de 1980, lo que significó la clasificación de este a la Copa Sudamericana del año entrante.
El año 2011 partió con muchas ambiciones, debido al éxito que tuvo el director técnico José Cantillana la temporada anterior al conseguir el ascenso y la copa nacional, tanto así que el plantel estuvo conformado por experimentados jugadores como Arturo Sanhueza, Rodrigo Meléndez, el defensor Juan González, sumándose la vuelta de Cristian Bogado. Sin embargo, todo comenzó mal las cinco primeras fechas, ya que Cantillana fue cesado de su cargo al solo cosechar dos empates en aquella cantidad de partidos. Tras un pequeño interinato de entrenador en la banca, arribó Jorge Pellicer, quien logró sacarlos del último lugar del Torneo Apertura para luego terminar duodécimos.

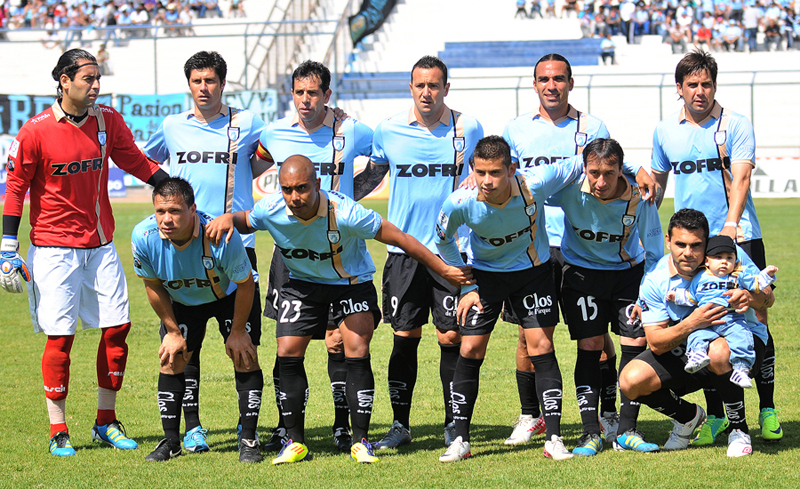
Plantel del Torneo Clausura de Deportes Iquique en octubre de 2011.

Tras un dubitativo debut el 30 de julio ante Universidad Católica por el Torneo Clausura, en un partido que perdió por 4–1 en San Carlos (el cual fue histórico ya que fue el primer partido bajo la nieve en la historia del fútbol chileno y por ende también de Iquique), el resto de las fechas fueron irregulares, sumado a la temprana eliminación de la Copa Sudamericana por la misma Católica, Pellicer finalmente renunció el 13 de agosto luego de perder ante San Felipe, cerrando así un ciclo marcado de irregularidades. Sin embargo, días más tarde el exfutbolista Fernando Vergara reemplazaría a Pellicer en la banca.
Respecto a los jugadores, cabe destacar que Michael Ríos fue el primer futbolista en marcar un gol por un torneo internacional en la historia del club, tras anotar el descuento de la derrota 2–1 ante Católica el 9 de septiembre de 2011.
En 2012, luego del éxodo de varios jugadores y sumado a la sorpresiva vuelta de Edson Puch, se armó un gran plantel bajo la dirección de Vergara, el cual hizo una campaña histórica al terminar la temporada invicta de visita (igualando el récord obtenido durante el Campeonato de 1988), finalizando la fase regular del Torneo Apertura en la tercera posición. Sin embargo en los playoffs, se tuvo que enfrentar a Colo-Colo, donde en la ida ambos equipos empataron 3–3 en el Estadio Monumental, partido que Rodrigo Díaz destacó con su gol de tiro libre. El 26 de mayo, por la revancha de la llave, Iquique fue superado 2–1 por El Cacique en el Estadio Tierra de Campeones, cuando a los nortinos solo les bastaba empatar para avanzar.
Semanas después de la derrota del torneo pasado, ya en el Torneo Clausura el equipo tuvo una similar campaña luego de ser eliminado nuevamente en los playoffs (esta vez por Rangers de Talca) que selló definitivamente la salida de Fernando Vergara, a pesar de haberlos clasificado a la Copa Libertadores 2013 por primera vez en su historia. Cabe destacar, que el fracaso en la Copa Sudamericana ante el equipo uruguayo de Nacional (contra el cual ganaron 2–0 de local para luego perder estrepitosamente 4–0 en Montevideo) pudo haber sido uno de los motivos de la renuncia de Vergara.
Luego de la gran temporada pasada, el club hizo su debut por la Libertadores ante el Club León mexicano en suelo azteca por la fase previa del certamen, partido que terminó 1–1 entre ambos elencos en el Estadio León. Sin embargo, Los Dragones lograron clasificar a la fase grupal tras superar a los de Guanajuato en penales en calidad de local que les dio paso al complicado grupo cuatro integrado por Peñarol, Vélez Sarsfield y Emelec, en el cual terminó colista tras solo derrotar a estos últimos en el Tierra de Campeones por dos goles a uno. Luego de regulares campañas desarrolladas durante el Torneo Transición y el Torneo Apertura, Iquique calificó sexto en este último, ubicación que le permitió entrar en la Liguilla Pre-Libertadores, donde pudo clasificar por cuarta vez consecutiva a un torneo internacional (Copa Sudamericana 2014), luego de quedar como subcampeón al perder los últimos partidos contra Universidad de Chile por un resultado global de 5–0.
El año 2014 comenzó con un irregular Torneo Clausura 2014 y las semifinales de la Copa Chile 2013-14. En estas enfrentó a Unión San Felipe, venciendo en ambos partidos por marcadores de 2-0 y 1-0 respectivamente. En la final se mediría con Huachipato, que venía de eliminar a la Universidad Católica, para definir al campeón. El club jugaría la final en el Estadio Monumental (Chile) donde ganaría la final por un marcador de 3-1, con anotaciones de Manuel Villalobos, César Pinares y autogol de Nicolás Crovetto, el día 16 de abril de 2014 alzando así su tercer título de Copa Chile.
Luego del título, Deportes Iquique accedió a disputar en un único partido la edición 2014 de la Supercopa ante el Mejor campeón del Torneo 2013-14, O'Higgins de Rancagua. El partido se jugó en el estadio San Carlos de Apoquindo y en los 90 minutos reglamentarios se empató 1-1 con anotación de Rodrigo Díaz. Posteriormente en la definición a penales ganó el elenco de Rancagua por 3-2.
En 2017 volvió a disputar la Copa Libertadores 2017 disputando los partidos en el Estadio Zorros del Desierto de la ciudad de Calama, frente a los equipos Gremio, Club Guaraní y Zamora Fútbol Club, en la cual sólo obtuvo el tercer puesto de en la fase de grupos quedando relegado a la clasificando a la Copa Sudamericana 2017 como mejor tercero, donde fue eliminado por Independiente de Avellaneda.
Luego de opacas campañas en los años siguientes, en la temporada 2020 que estuvo marcado por la Pandemia de Covid-19, el equipo iquiqueño sufrió el descenso a la Primera B por la tabla de promedios, significando su regreso a la división de plata, luego de casi 11 años en la máxima categoría. Tras ello, Deportes Iquique tuvo malas campañas en el torneo de ascenso, hasta que en la temporada 2023 y de la mano del entrenador Miguel Ponce y de jugadores como Ramón Fernández, Paulo Magalhaes, Álvaro Ramos y el ex seleccionado chileno Edson Puch entre otros, los Dragones Celestes hicieron una buena campaña, que si bien lo dejaron en el segundo lugar de la fase regular, por detrás del campeón Cobreloa, realizó un buen papel en la Liguilla por el segundo ascenso, que terminó ganando precisamente Deportes Iquique, tras derrotar por penales a Santiago Wanderers, equipo al que venció como local, en la última fecha de la fase regular y con el cual, empató en los 2 partidos de la Final de la Liguilla, sellando así su regreso a la máxima categoría, después de 3 años de ausencia.

## Administración
| Deportes Iquique - Eleazar Guzmán Lineros (1979-1980) - Ernesto Montoya (1980) - Luis Kohler Herrera (1982) - José Narváez Jeria (1983-1984) - Jorge Soria Quiroga (1985-1986) - Leonardo Solari Alcota (1987-1989) - Nelson Álvarez (1990) - Manuel Barrientos (1992) - Jorge Poblete Pastén (1992) - Eledier Avendaño Ortega (1994-1997) - Silvio Zerega Zegarra (1997-1998) - Luis Gómez (1999) - Roberto Castañeda (1999-2000) - Luis Cordano (2001) - Gonzalo de Urruticoechea (2002) - Luis Antonio Plaza (2002) - Jorge Zavala (2002) | Municipal Iquique - Arsenio Lozano (2003) - Juan Carlos Vargas (2003-2006) - Raúl Russo (2003-2008) - Aníbal Irarrázabal Riesco (2008-2009) Deportes Iquique - Césare Rossi (2009-presente) |

## Símbolos

### Escudo
A lo largo de su historia el escudo del club ha tenido numerosos cambios. El primero mostraba un balón de fútbol con la boya que flota en la rada de la ciudad, junto con una franja azul que representa el mar y el sol, ambas simbologías en referencia al Combate Naval de Iquique. Luego se le añadieron dos cintas (una sobre y otra debajo de la boya) con las leyendas "Iquique" y "Tierra de campeones". Después le fue agregado un dragón, en referencia a la duna situada al sur de la ciudad que le da el apodo al club. Luego el escudo es modificado completamente, dejando un dragón celeste parado sobre las siglas CDI (Club Deportes Iquique). A mediados de 2000 el escudo volvió a su forma primitiva, hasta su desaparición el año 2003.
Como Club Municipal Iquique adquiere el emblema en base al escudo del municipio, con las iniciales I.M.I (Ilustre Municipalidad de Iquique) quien fue su principal promotor.
En 2008 el símbolo fue reformulado: un blasón de color blanco con un tridente en que se mostraba al Dragón Celeste, la Torre del Reloj de la Plaza Prat y un balón de fútbol. A los pocos meses se cambió nuevamente la imagen y en su interior se incluyó un dragón de color celeste y los bordes de color café (en homenaje a la Virgen del Carmen de La Tirana), con las leyendas "Iquique" en la parte superior y "Tierra de campeones" en el inferior, y que permanece hasta hoy salvo el cambio del color de los bordes café por negro.

## Uniforme
- Uniforme titular: Camiseta celeste, pantalón negro y medias negras.
- Uniforme alternativo: Camiseta azul-roja, pantalón negro y medias negras.

| Primer | ver evolución | Actual |

## Estadio
El club utiliza el Estadio Tierra de Campeones, desde el 5 de diciembre de 1993, el cual pertenece a su municipalidad.
Antiguamente usaban el estadio Municipal de Cavancha, cuyo último partido fue contra Provincial Osorno, válido por el torneo Nacional de Primera División y fue derrota por 1-0, ese fue el último gol oficial marcado en ese estadio y lo marcó el jugador Fernando Pérez de Provincial Osorno, en dicho triunfo del cuadro visitante.
Fue inaugurado el 5 de diciembre de 1993 con un partido amistoso entre Deportes Iquique y la Academia Tahuichi Aguilera de Bolivia. Para el 2009, el Tierra de Campeones fue única sede del Campeonato Sudamericano Sub-17 de 2009 clasificatorio para el Mundial de la categoría en Nigeria efectuado a mediados de ese año.
Desde agosto del año 2016, el Estadio Tierra de Campeones comenzó su demolición para dar paso a la construcción de un nuevo y moderno estadio, por lo cual el Club Deportes Iquique jugó de local en el antiguo estadio de Cavancha, el cual se encontraba desarmado como recinto deportivo, pero fue acondicionado en forma provisoria, a partir de septiembre de 2016, para recibir nuevamente fútbol profesional. Además el cuadro celeste, jugó algunas fechas como local en el estadio Municipal de Alto Hospicio, en la vecina comuna.
Para la Copa Libertadores del año 2017, el elenco iquiqueño podría trasladarse a la ciudad de Calama, debido a que el Estadio Tierra de Campeones se encontraba en su reconstrucción, mientras que el estadio de Cavancha no reúne las condiciones necesarias de aforo de público para este certamen, después el equipo hizo de local en el estadio Estadio Municipal de Cavancha de Iquique.
Para el año 2018 el club debió disputar los partidos de alta convocatoria en el Estadio Zorros del Desierto de Calama, al requerir un aforo de más de 5000 personas para los encuentros frente a Colo-Colo, Universidad de Chile y Universidad Católica.
El nuevo estadio Tierra de Campeones, fue inaugurado el domingo 2 de febrero de 2020, con el partido válido por la segunda fecha del Campeonato Nacional de Primera División, donde Deportes Iquique enfrentó al Everton, el resultado fue un empate de 2-2.

## Datos del club
- Temporadas en Primera División: 27 (1980-1990; 1993; 1998-1999; 2009; 2011-2020; 2024-)
- Temporadas en Primera B: 16 (1979; 1991-1992; 1994-1997; 2000-2002; 2007-2008; 2010; 2021-2023)
- Temporadas en Tercera División: 4: (2003-2006).
- Mejor puesto en Primera División: 2° puesto Apertura (2016), con 28 puntos (8 PG, 4 PE, 3PP, 28GF, 22 GC, +6 DG). 3° puesto (1988), con 34 puntos (13 PG; 8 PE; 9 PP; 46 GF; 35 GC).
- Mejor puesto en Play Off Primera División: Cuarto-Finalista (3); Apertura (2009), Apertura (2012) Clausura (2012)
- Mejor puesto en Liguilla Copa Libertadores/Sudamericana Primera División: Finalista (Clasifica a Copa Sudamericana 2014)
- Peor puesto en Primera División: 18.º puesto (2009), con 35 puntos (8 PG; 11 PE; 15 PP; 48 GF; 59 GC). 17.º puesto (2020), con 38 puntos (9 PG; 11 PE; 14 PP; 38 GF; 46 GC).
- Mejor puesto en ranking Conmebol: puesto 50 (2013), con 50.27 puntos, obtenidos en la Copa Libertadores 2013 y copa sudamericana 2011 y 2012
- Mejor puesto en ranking Conmebol Libertadores: puesto 73° con 488, obtenidos en la Copa Libertadores 2013 y 2017
- Mayor goleada conseguida:
  - En campeonatos de Primera División: ante Everton (23.08.1981), 6-1, Deportes La Serena (08.12.1999) 5-0, Palestino (09.10.1988) 5-0.
  - En campeonatos de Primera División B: ante Magallanes (17.11.1991), 8 - 0; Santiago Wanderers (27.07.1992), 9 - 1
  - En campeonatos de Tercera División: ante Concón National (21.06.2003), 7-0
  - En campeonatos de Copa Chile: ante Unión San Felipe (01.05.1983), 6-1; Deportes Tocopilla (19.05.2010), 7-2; Deportes Ovalle (06.04.1988) 5-0.
  - En Torneos internacionales: ante Zamora (19.04.2017), 4-1 (Copa Libertadores 2017).
- Mayor goleada recibida:
  - En campeonatos de Primera División: ante Cobreloa (17.07.1982), 0 - 7
  - En campeonatos de Primera División B: ante Deportes Temuco (02.09.2001), 1-7
  - En campeonatos de Tercera División: ante C.D.S.C. Iberia (22.12.2005), 0 - 7
  - En Torneos internacionales de Nacional de Uruguay (14.08.2012), 0-4 (Copa Sudamericana 2012)
- Primer partido en Torneos Nacionales oficiales:
  - Deportes Iquique 4-2 Iberia Bío Bío en 1979
- Mayor racha sin perder en Primera División: 10 partidos Fecha 9 Torneo Clausura 2011 a Cuartos de final vuelta Torneo Apertura 2012
- Mayor racha sin perder en Primera División B: 12 partidos Temporada 2008 [Fecha 14 (26.04.2008) a la Fecha 25 (13.07.2008)]
- Mayor racha sin perder en Copa Libertadores: 4 Partidos Temporada 2018 [Fecha 3 (19.04.2017) a la Fecha 6 (25.05.2017)
- Máximo de partidos ganados en 1 temporada de liga: 13 (1988), 13 (1999; 8 primera fase; 5 octogonal final)
- Máximo de partidos ganados en torneos cortos: 10 (Torneo Apertura 2012)
- Máximo de partidos ganados consecutivamente: 6 Partidos: Torneo Clausura 2012 (Fecha 6 a 11)
- Mayor número de goles marcados en una temporada: 65 (1999)
- Mayor número de goles marcados en torneos cortos: 30 (Apertura 2009), 30 (Torneo Clausura 2011)
- Máximo Goleador: Álvaro Ramos, 96 goles
- Máximo Goleador en torneos internacionales: Manuel Villalobos con 6 goles
- Participaciones Internacionales (6):
  - Copa Sudamericana (5): 2011, 2012, 2014, 2017, 2025.
  - Copa Libertadores (3): 2013, 2017, 2025.

## Jugadores

### Plantilla 2025
- Por disposición de la Asociación Nacional de Fútbol Profesional (ANFP), los equipos chilenos en la Liga de Primera están limitados a tener en su plantel un máximo de seis futbolistas extranjeros, más un juvenil extranjero inscrito en el fútbol formativo desde el año 2023.
- Por disposición de la ANFP, el número de las camisetas no puede sobrepasar al número de jugadores inscritos.
- Por disposición de la ANFP, el plantel debe utilizar al menos 1890 minutos a juveniles chilenos nacidos a partir del 1 de enero de 2004.

### Altas 2025
| Jugador          | Posición      | Procedencia          | Tipo     |
| ---------------- | ------------- | -------------------- | -------- |
| Leandro Requena  | Portero       | Cobresal             | Libre    |
| Marcelo Jorquera | Defensa       | Cobresal             | Libre    |
| Juan Pablo Gómez | Defensa       | Universidad de Chile | Libre    |
| Tiago Ferreyra   | Defensa       | Defensa y Justicia   | Préstamo |
| Enric Saborit    | Defensa       | Gaziantep            | Libre    |
| Misael Dávila    | Mediocampista | Palestino            | Libre    |
| César Fuentes    | Mediocampista | Colo-Colo            | Libre    |
| Bryan Soto       | Mediocampista | Deportes Copiapó     | Préstamo |
| Javier Parraguez | Delantero     | Cobreloa             | Libre    |
| Matías Moya      | Delantero     | Colo-Colo            | Préstamo |

### Bajas 2025
| Jugador             | Posición      | Destino                   | Tipo            |
| ------------------- | ------------- | ------------------------- | --------------- |
| Daniel Sappa        | Portero       | San Miguel                | Libre           |
| Joaquín Novillo     | Defensa       | Paysandu                  | Libre           |
| Ronald de la Fuente | Defensa       | Curicó Unido              | Libre           |
| Miguel Sanhueza     | Defensa       | Rangers                   | Libre           |
| Alonso López        | Defensa       | Curicó Unido              | Préstamo        |
| Joaquín Moya        | Mediocampista | Everton                   | Libre           |
| Agustín Nadruz      | Mediocampista | Unión Española            | Libre           |
| Bryan Carvallo      | Mediocampista | Unión Española            | Fin de préstamo |
| Lázaro Romero       | Delantero     | Ferro Carril Oeste        | Libre           |
| Iam González        | Delantero     | Universidad de Concepción | Préstamo        |
| Benjamín Villalobos | Delantero     | Bray Wanderers            | Libre           |

### Distinciones

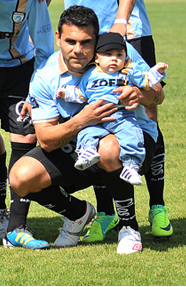
Cristián Bogado es el máximo goleador extranjero en la historia del club.

#### Goleadores Primera División
| Jugador       | Goles | Torneo |
| ------------- | ----- | ------ |
| Juan José Oré | 18    | 1988   |

#### Goleadores Copa Chile
| Jugador      | Goles | Torneo  |
| ------------ | ----- | ------- |
| Fidel Dávila | 9     | 1980    |
| Rodrigo Díaz | 8     | 2013/14 |

#### Goleadores históricos
En esta lista se muestran los 10 máximos goleadores del club Deportes Iquique en todos sus años de existencia.
| Puesto                                                             | Jugador           | Goles | Temporadas                                 |
| ------------------------------------------------------------------ | ----------------- | ----- | ------------------------------------------ |
| 1.                                                                 | Álvaro Ramos      | 96    | 2008-2012, 2016-2017, 2020-2021, 2022-2025 |
| 2.                                                                 | Manuel Villalobos | 84    | 2002, 2013-2017                            |
| 3.                                                                 | Johnny Cortés     | 66    | 1990-1995                                  |
| 4.                                                                 | Fidel Dávila      | 57    | 1980-1984                                  |
| 5.                                                                 | Cristian Bogado   | 50    | 2009, 2011-2013, 2015                      |
| 6.                                                                 | Juan José Oré     | 41    | 1988-1990                                  |
| 7.                                                                 | Héctor Francino   | 40    | 1982-1985, 1989                            |
| 8.                                                                 | Edson Puch        | 40    | 2007-2009, 2012-2013, 2022-2025            |
| 9.                                                                 | Rodrigo Díaz      | 38    | 2011-2014                                  |
| 10.                                                                | Fernando Martel   | 30    | 2009-2011                                  |
| En negrita jugadores activos en el club, actualizado al 15/8/2025. |                   |       |                                            |

## Entrenadores

### Cronología
Los entrenadores interinos aparecen en cursiva.
- Cornelio Vilches (1978)
- José María Novo (1979)
- Ramón Estay (1979-1980)
- José María Novo (1981)
- Andrés Prieto (1981)
- Manuel Rodríguez Vega (1982)
- Manuel Arrué (1982)
- Jorge Toro (1982-1983)
- Carlos Ahumada (1984)
- Aurelio Valenzuela (1985)
- Fernando Rodríguez (1985)
- Jaime Campos (1986)
- Ramón Estay (1987-1988)
- Armando Luis Mareque (1989)
- Óscar Valenzuela (1989-1990)
- Ramón Estay (1990)
- Jaime Carreño (1991)
- Ramón Estay (1992)
- Jaime Carreño y Pedro Cejas (1992)
- Pedro Cejas (1993)
- Mario Maldonado (1993)
- Jaime Carreño (1994)
- Guillermo Páez Díaz (1994)
- Ramón Estay (1994)
- Hugo Solís (1994-1995)
- Juan Páez (1995)
- Joaquín Zaror (1996)
- Gerardo Pelusso (1996-1997)
- Manuel Rodríguez Araneda (1997-1998)
- Jorge Garcés (1998-1999)
- Miguel Ángel Arrué (1999)
- Jaime Carreño (2000-2001)
- Ramón Estay (2001)
- Víctor Milanese Comisso (2002)
- Hernán Godoy (2002)
- Erick Guerrero (2002)
- Ramón Estay (2003)
- Carlos Ahumada (2003-2005)
- Rubén Pozo (2005)
- Jaime Carreño (2006-2007)
- José Sulantay (2008)
- Horacio Rivas (2008-2009)
- Erick Guerrero y Pedro Cejas (2009)[44]
- Erick Guerrero (2009)[45]
- Gustavo Huerta (2009-2010)
- José Cantillana (2010-2011)
- Víctor Sarabia (2011)
- Jorge Pellicer (2011)
- Fernando Vergara (2011-2012)
- Diego Musiano (2012)
- Cristian Díaz (2013)
- Diego Musiano (2013)
- Jaime Vera (2013-2014)
- Jaime Carreño (2014)
- Héctor Pinto (2014)
- Erick Guerrero (2014)
- Nelson Acosta (2014-2015)
- Erick Guerrero (2015)
- Jaime Vera (2015-2017)
- Erick Guerrero (2017-2018)
- Miguel Riffo (2018)
- Luis Musrri (2018)
- Pablo Sánchez (2019)
- Jaime Vera (2019-2020)
- Cristián Leiva (2020-2021)
- Luis Musrri (2021)
- Víctor Rivero (2021-2022)
- Patrick Rojas (2022)
- José Miguel Cantillana (2022)
- Manuel Villalobos (2022)
- Miguel Ponce (2023)
- Miguel Ramírez (2024-2025)
- Rodrigo Guerrero (2025)
- Fernando Díaz (2025-)

## Palmarés

### Torneos nacionales
| Competición                     | Títulos             | Subcampeonatos   |
| ------------------------------- | ------------------- | ---------------- |
| Primera División de Chile (0/1) |                     | 2016-A           |
| Copa Chile (3/1)                | 1980, 2010, 2013-14 | 2009             |
| Primera B (3/3)                 | 1979, 1997-C, 2010  | 1992, 2008, 2023 |
| Tercera División de Chile (1/0) | 2006                |                  |
| Supercopa de Chile (0/1)        |                     | 2014             |